# Колония на художниците в Солинген „Черната къща“
Колонията на художниците в Солинген „Черната къща“ (Künstlerkolonie Solingen „Schwarzes Haus“) е група художници, състояща се от Ервин Бовиен, Бетина Хайнен-Айех и Амуд Уве Милис, създадена след Втората световна война в Солинген.

## Мястото
Изходна точка за колонията на художниците е литературният и културен салон на Ерна Хайнен-Щайнхоф (1898 г.–1969 г.) от Солинген и нейния съпруг, поетът и журналист Ханс Хайнен (1895 г.–1961 г.), в който чести посетители са Нобеловите лауреати Зигрид Ундсет и Рабиндранат Тагор. В края на 20-те години към тях се присъединява художникът Ервин Бовиен. През 1932 г. съпрузите Хайнен придобиват в квартала Хьошайд на Солинген две фахверкови къщи с историческа стойност. Двете сгради – наречени „Червената“ и „Черната къща“ – се превръщат през следващите 90 години в място за срещи на художници, литератори и интелектуалци и служат като ателиета.

## Хората
Бовиен, Хайнен-Айех и Милис образуват „триото на художниците“ в Солинген. Противно на „духа на времето“, който предпочита абстракцията, тримата художници рисуват предимно портрети, пейзажи, градски пейзажи и сцени от ежедневието.
Освен това Ервин Бовиен формира мирогледа на колонията на художниците: той се чувства европеец от ранна възраст, търси диалог с други култури, говори няколко езика и активно насърчава приятелството между народите. Бетина Хайнен-Айех, от друга страна, е омъжена за алжирец, прекарва много години от живота си в родината на съпруга си и създава картини, вдъхновени от местните пейзажи. Уве Милис пътува от средата на 60-те години на миналия век из Източна Европа, Близкия изток и Америка. При едно пътуване до Египет той приема фамилното име Амуд (пръчка). Тримата членове на групата пътуват заедно из Европа: „Триото предприема много пътувания с цел рисуване. Въпреки че са представители на различни поколения, те са много свързани помежду си.“ Емблематично място на тяхната дейност са двете къщи в Солинген и Бергишес ланд.

## Наследството
През 2022 г. синът на Бетина Хайнен-Айех, живеещият в Мюнхен лекар Харун Айех, основава „Фондация Бетина Хайнен-Айех – Фондация за изкуство, култура и международен диалог“, за да съхрани наследството на колонията на художниците. През февруари 2023 г. „Черната къща“ е приета в „Европейската федерация на колониите на художниците“, а малко след това в културния маршрут „Пътища на импресионизма“ на Съвета на Европа.
От октомври 2024 г. до април 2025 г. творби от колонията на художниците в Солинген са изложени за пръв път в обща изложба в Художествената галерия в Дахау. Според [[Зюддойче Цайтунг] посетителите на изложбите там обикновено очакват „обкръжена със златни рамки горска самота, нарисувана с масло, ливади и планини от облаци, дъвчещи крави. А сега: Вупертал. Стоманен мост се издига над речна делта от асфалт, улични лампи и многоетажни жилищни и търговски сгради ограждат улиците, виждат се няколко коли и случайни минувачи, урбанистична панорама през 1961 г. Публиката е изумена“. Могат да се намерят обаче мотиви и от швейцарския Оберланд, Аугсбург и Венеция, Норвегия и Непал, както и от други страни.

## Изложби
- 2024 Художествена галерия Дахау: „Пътешествие по света – Колонията на художниците в Солинген“